# Yvette Clarke
Yvette Diane Clarke (New York, 21 novembre 1964) è una politica statunitense, membro della Camera dei Rappresentanti per lo stato di New York dal 2013.
Ha vinto le elezioni alla Camera con l'89% dei voti.

## Biografia
Clarke è nata a Flatbush, Brooklyn, nel novembre 1964 da Lesley Clarke e dall'ex consigliere comunale Una Clarke, entrambi immigrati dalla Giamaica. Si è diplomata alla Edward R. Murrow High School e ha ottenuto una borsa di studio per iscriversi all'Oberlin College in Ohio, che ha frequentato dal 1982 al 1986.
Nell'agosto 2006, il New York Business di Crain  e il Daily News hanno riferito che le trascrizioni dell'Oberlin di Clarke indicavano che non si era laureata, contrariamente a quanto era stato affermato durante la sua campagna. Clarke inizialmente disse che pensava di aver guadagnato crediti sufficienti per laurearsi all'Oberlin, poi in seguito sostenne di aver completato la sua laurea frequentando i corsi al Medgar Evers College. Nel 2011, Clarke ha dichiarato che intendeva finire la sua laurea all'Oberlin completando progetti accademici indipendenti.
Prima di entrare in politica, Clarke ha lavorato come specialista nell'assistenza all'infanzia e ha formato i residenti della comunità per prendersi cura dei figli dei genitori che lavorano. Successivamente, è stata assistente del senatore di stato Velmanette Montgomery di Brooklyn e della deputata Barbara Clark, del Queens. Clarke ha anche lavorato come direttore dello sviluppo aziendale per la Bronx Overall Economic Development Corporation ed è stata il secondo direttore (per conto del Bronx) della New York City Empowerment Zone.

### Consiglio della città di New York
Clarke è stata eletta nel 40º distretto del New York City Council nel 2001. È subentrata a sua madre, l'ex membro del City Council Una ST Clarke, che ha ricoperto il seggio per più di un decennio. È stata la prima volta di una figlia a subentrare alla madre in consiglio comunale.
Ha co-sponsorizzato le risoluzioni del consiglio comunale che si opponevano alla guerra in Iraq, ha criticato il Patriot Act federale degli Stati Uniti e ha chiesto una moratoria nazionale sulla pena di morte. È stata una critica frequente delle politiche dell'amministrazione Bush e si è opposta ai tagli di bilancio di Bush e del Congresso su diversi programmi che affrontano i diritti delle donne e la povertà. Successivamente ha votato contro l'estensione delle disposizioni del Patriot Act dopo l'elezione del presidente Barack Obama.

### Camera dei Rappresentanti degli Stati Uniti

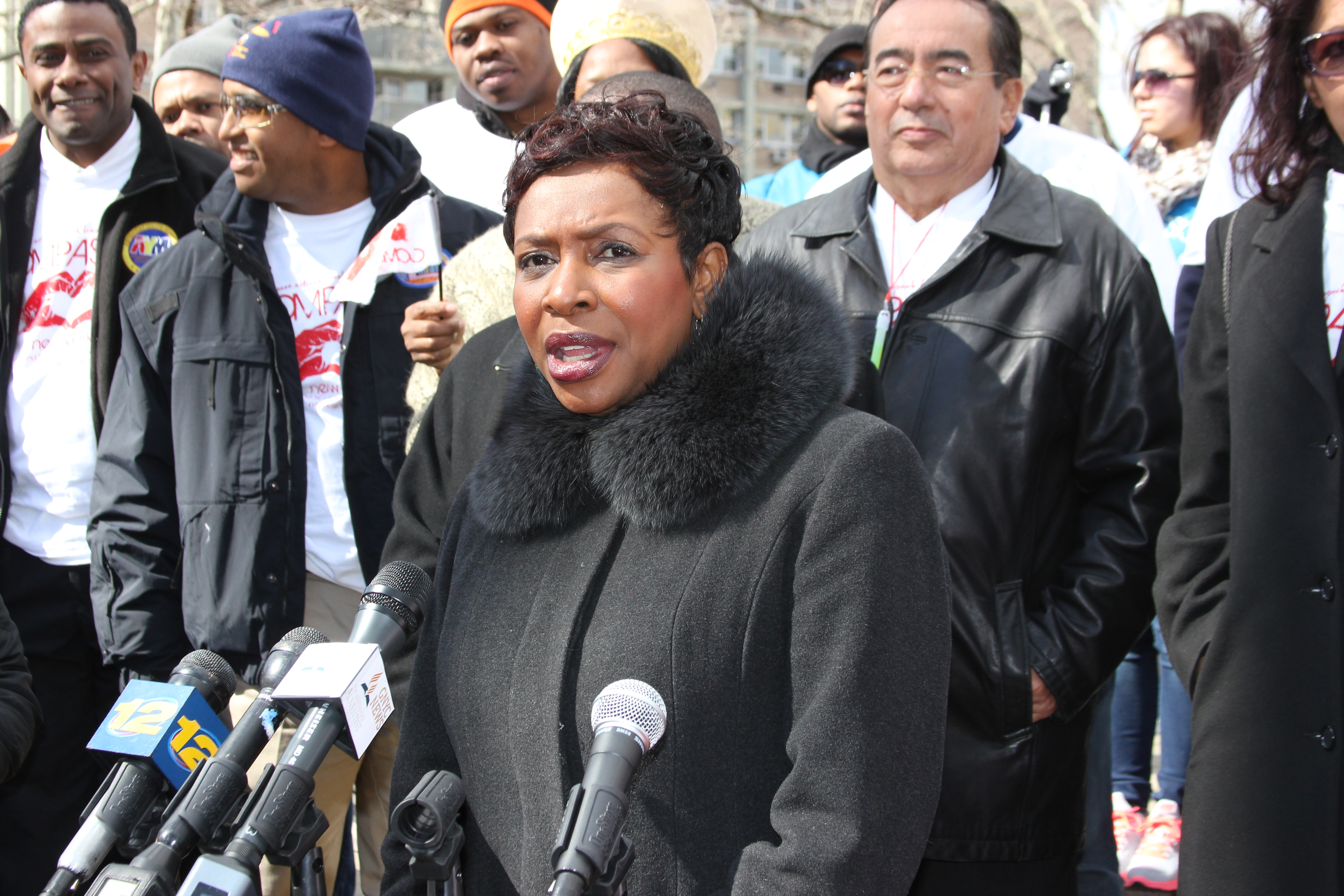
Clarke parla durante una marcia contro la violenza a Brooklyn

Nel 2004, Clarke, allora membro del Consiglio di New York City, ha tentato di essere eletta al Congresso per l'11º distretto contro il maggiore Owens in carica. Già quattro anni prima, nel 2000, anche sua madre si era confrontata con Owens per lo st esso posto. La corsa di Clarke ha seguito un'offerta infruttuosa di sua madre nel 2000 contro Owens per lo stesso posto. Nel 2004 Clarke ha perso le primarie democratiche contro Owens, che ha vinto il 45,4% dei voti contro il suo 28,9%. Dopo le elezioni del 2004, Owens ha deciso di non ricandidarsi mentre Clarke ha invece annunciato di volersi di nuovo candidare nel 2006. In seguito Owens ha definito Clarke e le campagne politiche di sua madre contro di lui "[una] pugnalata alla schiena".
Il 12 settembre 2006, Clarke ha vinto la nomination democratica con il 31,20% dei voti sconfiggendo l'allora consigliere David Yassky, il senatore di stato Carl Andrews e il figlio del maggiore Owens, Christopher Owens. Nelle elezioni generali del 7 novembre, Clarke è stata eletta alla Camera dei Rappresentanti con l'89% dei voti contro il candidato repubblicano Stephen Finger.
Nell'aprile 2007, Clarke è stata l'unica esponente del Congresso a opporsi a un disegno di legge per rinominare la Biblioteca di Ellis Island in onore di Bob Hope, nato in Gran Bretagna, affermando: "Bob Hope è un grande americano e un essere umano fantastico, [ma] io vedo il museo e tutti gli aspetti dell'isola come qualcosa di più grande di qualsiasi essere umano." 

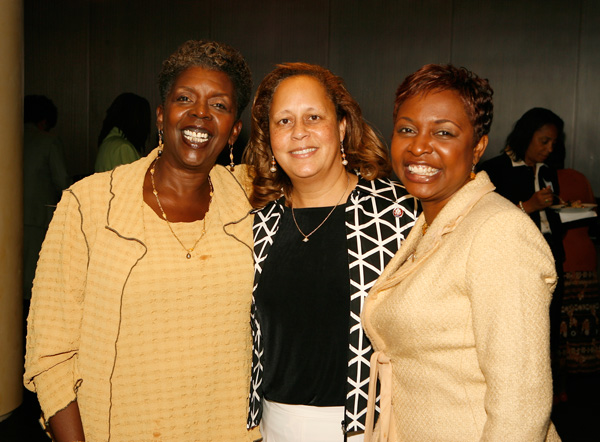
Yvette Clarke (a destra) con le sue colleghe al Congresso Stephanie Tubbs Jones dell'Ohio (a sinistra) e Laura Richardson della California (al centro)

Nel 2008 e nel 2010 Clarke è stata rieletta con un ampio margine. Il 29 settembre 2008, Clarke ha votato a sostegno dell'HR 3997, l'Emergency Economic Stability Act del 2008. L'atto è fallito (205-228). Ha scritto una legge per migliorare il processo di rimozione dei nomi delle persone che credono di essere state erroneamente identificate come una minaccia quando sono state sottoposte a screening contro la No Fly List utilizzata dalla Transportation Security Administration, che ha approvato (413-3) il 3 febbraio 2009. Nel novembre 2009 è stata uno dei 54 membri del Congresso a firmare una controversa lettera al presidente Obama, esortandolo a usare la pressione diplomatica per risolvere il blocco che colpisce Gaza. Il 25 marzo 2010, ha introdotto la legge internazionale sulla segnalazione e la cooperazione in materia di criminalità informatica.
Clarke ha poi sostenuto il Prison Ship Martyrs' Monument Preservation Act, un disegno di legge che avrebbe incaricato il Segretario degli Interni di studiare la fattibilità di collocare il monumento da Fort Greene Park, a Brooklyn. Secondo lei Clarke ha sostenuto il disegno di legge era una buona idea perché "questo monumento commemora non solo i sacrifici dei soldati nella guerra rivoluzionaria che si sono dedicati alla causa della libertà, ma ricorda che anche in tempo di guerra dobbiamo proteggere i diritti umani fondamentali. Questi migliaia di morti sono state un'atrocità che non dovrebbe più ripetersi".
Nelle elezioni del 2012 Clarke è stata sfidata alle primarie democratiche da Sylvia Kinard, avvocato ed ex moglie dell'ex controllore di New York City e candidato sindaco Bill Thompson. Clarke ha sconfitto Kinard con l'88,3% dei voti. Poi, nelle elezioni generali di novembre, Clarke sconfisse il candidato repubblicano Daniel Cavanagh.